# Coupru
Coupru est une commune française située dans le département de l'Aisne en région Hauts-de-France.

## Géographie
Coupru est bâtie sur un plateau élevé, l'altitude moyenne de la commune est de 170 m. Le risque sismique est très faible. Le principal risque naturel est celui d'inondation. La commune a été victime d'inondations et de coulées de boue le 25 mars 1988, les 1er et 2 juillet 1995, le 11 juillet 1995 et du 25 au 29 décembre 1999. Dans ce dernier cas, on a également observé des mouvements de terrain.
| Ville           | Distance (km) | Position par rapport à Coupru |
| Amiens          | 120           | nord-ouest                    |
| Château-Thierry | 15            | est                           |
| Laon            | 95            | nord                          |
| Meaux           | 29            | sud-ouest                     |
| Paris           | 70            | ouest                         |

Par sa superficie, Coupru occupe la 983e place des 2 293 municipalités de Picardie. C'est la 24 187e commune de France, la 390e du département de l'Aisne, la 63e de l'arrondissement de Château-Thierry et la onzième du canton de Charly-sur-Marne.
Le climat de Coupru est océanique, avec été tempéré (Cfb, dans la classification de Köppen).

### Hydrographie
La commune est située dans le bassin Seine-Normandie. Elle est drainée par le ru de Domptin, le cours d'eau 01 de la Grange des Bois, le ru du Bois des Meulieres et Ravin des Morts,,.
Le Ravin des Morts traverse la commune de Coupru. Il présente un tracé rectiligne et une ripisylve fréquemment absente. Il est à sec en été.
Le ru de Domptin, long de 17,2 mètres, prend sa source à Coupru. Il est constitué par la confluence du Ravin des Morts et du ru Pottier. C'est un cours d'eau de première catégorie.
La commune est au-dessus de la masse d'eau souterraine 3105 (éocène du bassin versant de l'Ourcq).

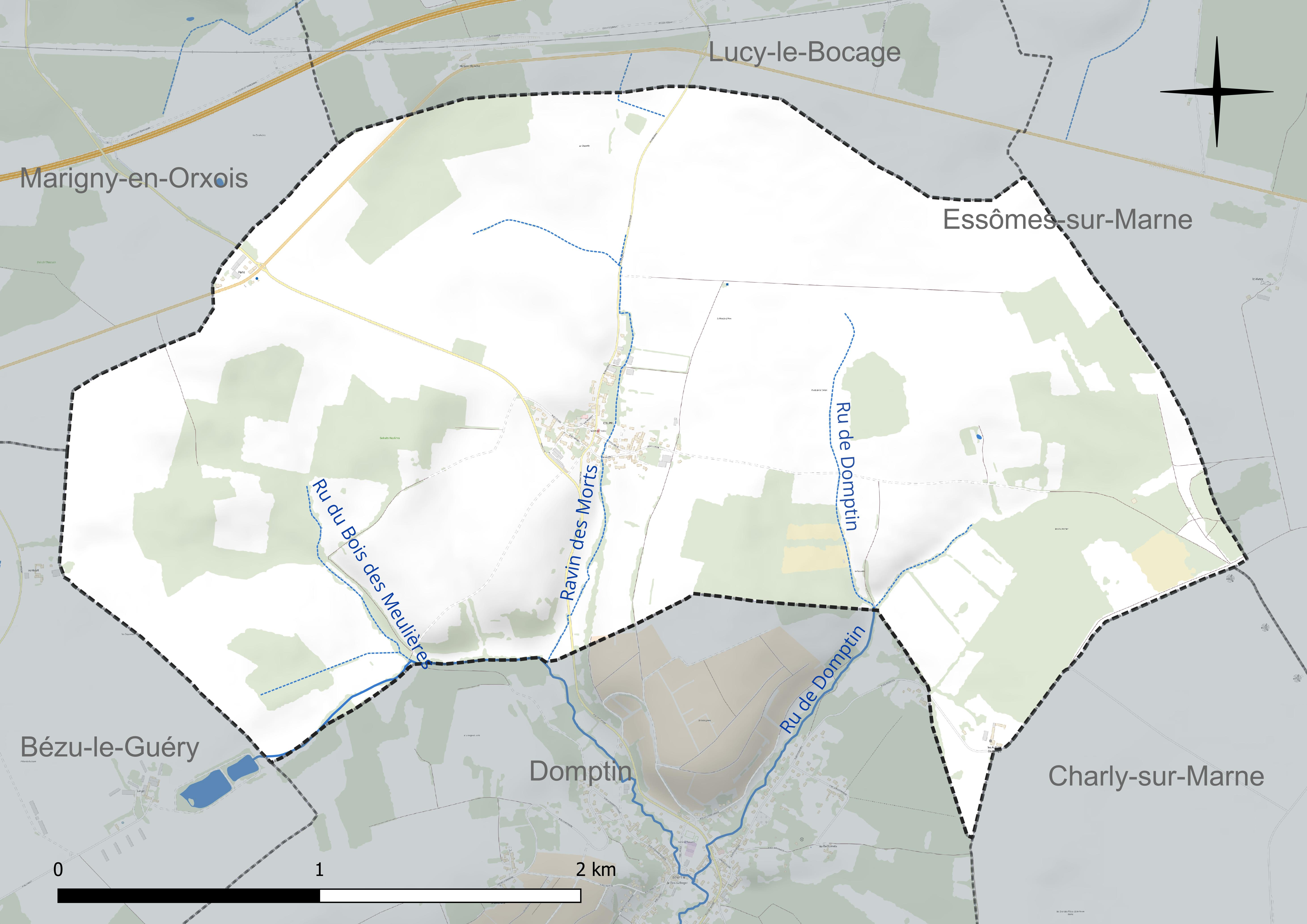
Réseau hydrographique de Coupru.

### Climat
Pour des articles plus généraux, voir Climat des Hauts-de-France et Climat de l'Aisne.
En 2010, le climat de la commune est de type climat océanique dégradé des plaines du Centre et du Nord, selon une étude du CNRS s'appuyant sur une série de données couvrant la période 1971-2000. En 2020, Météo-France publie une typologie des climats de la France métropolitaine dans laquelle la commune est exposée à un climat océanique altéré et est dans la région climatique Nord-est du bassin Parisien, caractérisée par un ensoleillement médiocre, une pluviométrie moyenne régulièrement répartie au cours de l'année et un hiver froid (3 °C).
Pour la période 1971-2000, la température annuelle moyenne est de 10,5 °C, avec une amplitude thermique annuelle de 15,4 °C. Le cumul annuel moyen de précipitations est de 786 mm, avec 12 jours de précipitations en janvier et 8,3 jours en juillet. Pour la période 1991-2020, la température moyenne annuelle observée sur la station météorologique la plus proche, située sur la commune de Blesmes à 13 km à vol d'oiseau, est de 10,6 °C et le cumul annuel moyen de précipitations est de 713,0 mm,. Pour l'avenir, les paramètres climatiques de la commune estimés pour 2050 selon différents scénarios d'émission de gaz à effet de serre sont consultables sur un site dédié publié par Météo-France en novembre 2022.

## Urbanisme

### Typologie
Au 1er janvier 2024, Coupru est catégorisée commune rurale à habitat dispersé, selon la nouvelle grille communale de densité à 7 niveaux définie par l'Insee en 2022.
Elle est située hors unité urbaine. Par ailleurs la commune fait partie de l'aire d'attraction de Paris, dont elle est une commune de la couronne,.

### Occupation des sols
L'occupation des sols de la commune, telle qu'elle ressort de la base de données européenne d'occupation biophysique des sols Corine Land Cover (CLC), est marquée par l'importance des territoires agricoles (76,1 % en 2018), une proportion sensiblement équivalente à celle de 1990 (75,3 %). La répartition détaillée en 2018 est la suivante : terres arables (69,5 %), forêts (23,9 %), zones agricoles hétérogènes (3,4 %), prairies (3,2 %).
L'évolution de l'occupation des sols de la commune et de ses infrastructures peut être observée sur les différentes représentations cartographiques du territoire : la carte de Cassini (XVIIIe siècle), la carte d'état-major (1820-1866) et les cartes ou photos aériennes de l'IGN pour la période actuelle (1950 à aujourd'hui).

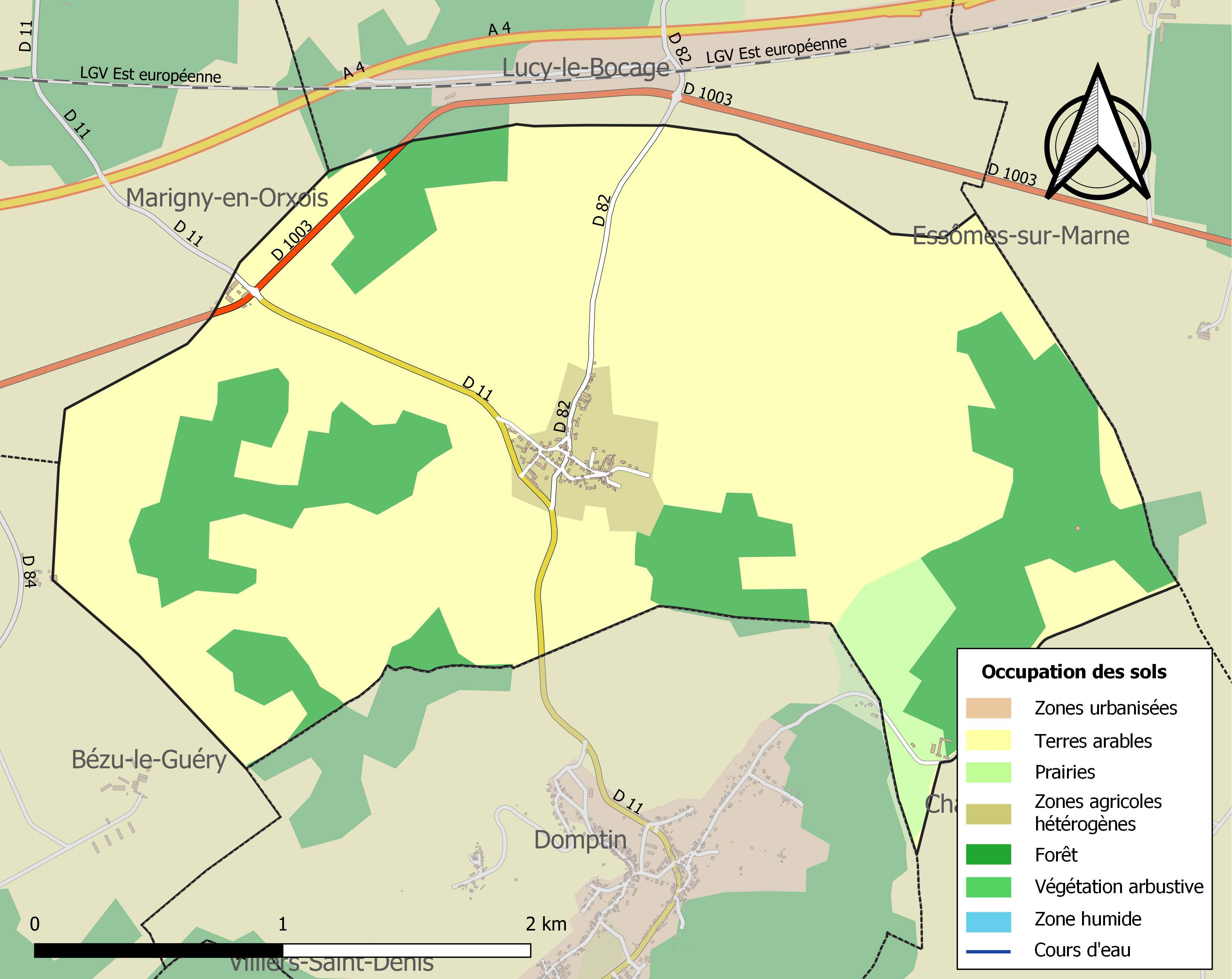
Carte des infrastructures et de l'occupation des sols de la commune en 2018 (CLC).

## Toponymie
Le village porte, en latin, le nom de Colpriacus ou Colpriacum. En 1202, on trouve la graphie Coperu, et Coubru en 1274.
Le nom de Coupru viendrait du ru qui traverse le village.

## Histoire
Coupru fait partie de l'ancienne Brie pouilleuse (dite aussi Brie crayeuse, galleuse ou gallevesse, en raison de la pauvreté de son sol). Le village appartient à l'intendance de Soissons, du bailliage de Château-Thierry, et aux élection et diocèse de Soissons. Jusqu'en 1789, il fait partie de la seigneurie de Coulonges, à l'abbaye de Notre-Dame de Soissons.

## Politique et administration

### Découpage territorial
La commune de Coupru est membre de la communauté de communes du Canton de Charly-sur-Marne, un établissement public de coopération intercommunale (EPCI) à fiscalité propre créé le 29 décembre 1995 dont le siège est à Charly-sur-Marne. Ce dernier est par ailleurs membre d'autres groupements intercommunaux.
Sur le plan administratif, elle est rattachée à l'arrondissement de Château-Thierry, au département de l'Aisne et à la région Hauts-de-France. Sur le plan électoral, elle dépend du  canton d'Essômes-sur-Marne pour l'élection des conseillers départementaux, depuis le redécoupage cantonal de 2014 entré en vigueur en 2015, et de la cinquième circonscription de l'Aisne  pour les élections législatives, depuis le dernier découpage électoral de 2010.

### Administration municipale
Coupru est dans le fuseau horaire heure normale d'Europe centrale (UTC+1) à l'heure d'hiver et heure d'été d'Europe centrale (UTC+2) à l'heure d'été. Son indicatif téléphonique est le 03.
Le village appartient au canton d'Essômes-sur-Marne, depuis mars 2015, et à l'arrondissement de Château-Thierry. Il possède un plan local d'urbanisme (PLU) et dépend du schéma de cohérence territoriale (Scot) UCCSA. Il fait partie d'un établissement public de coopération intercommunale (EPCI).

### Politique

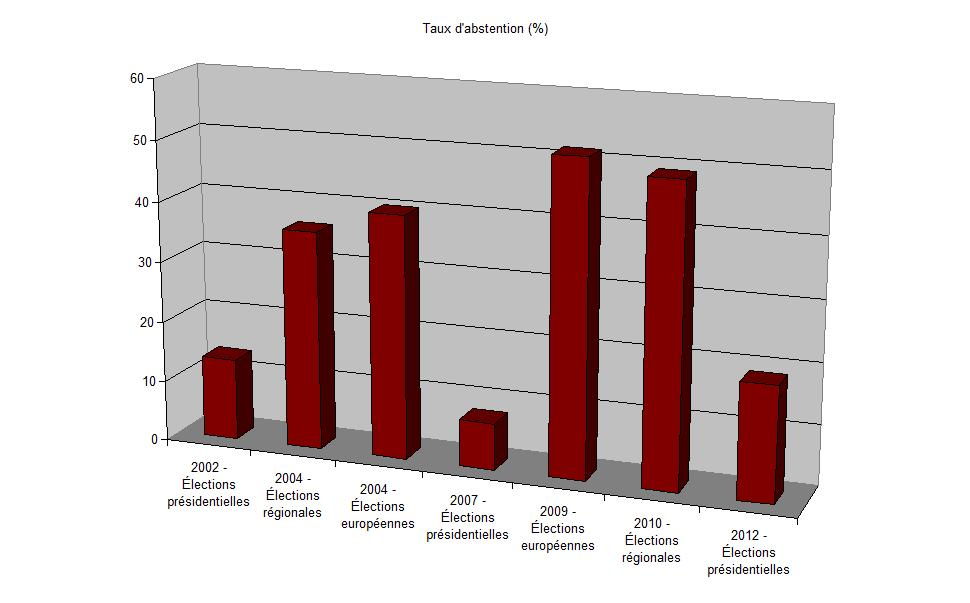
Évolution du taux d'abstention.

La commune compte 131 électeurs. Le conseil municipal comporte onze conseillers.
| Période                                  | Période                       | Identité            | Étiquette | Qualité                                             |
| ---------------------------------------- | ----------------------------- | ------------------- | --------- | --------------------------------------------------- |
| Les données manquantes sont à compléter. |                               |                     |           |                                                     |
| mars 1989                                | En cours (au 12 juillet 2020) | Élisabeth Clobourse | PR-UDI    | Assistante sociale Réélue pour le mandat 2020-2026, |

| Election                       | Taux d'abstention (%) |
| 2002 - Élection présidentielle | 13,45                 |
| 2004 - Élections régionales    | 36,15                 |
| 2004 - Élections européennes   | 40,15                 |
| 2007 - Élection présidentielle | 7,69                  |
| 2009 - Élections européennes   | 51,56                 |
| 2010 - Élections régionales    | 49,19                 |
| 2012 - Élection présidentielle | 18,94                 |

À l'élection présidentielle de 2007, Nicolas Sarkozy arrive en tête, au premier tour, avec 33,33 % des suffrages. Au premier tour des élections législatives de la même année, Gilles Simeoni prend la première place, avec 40 % des voix. Aux élections cantonales de 2008, Luc Antoine Marsily obtient 56,62 % des suffrages[réf. nécessaire].

## Démographie

### Évolution
L'évolution du nombre d'habitants est connue à travers les recensements de la population effectués dans la commune depuis 1793. Pour les communes de moins de 10 000 habitants, une enquête de recensement portant sur toute la population est réalisée tous les cinq ans, les populations de référence des années intermédiaires étant quant à elles estimées par interpolation ou extrapolation. Pour la commune, le premier recensement exhaustif entrant dans le cadre du nouveau dispositif a été réalisé en 2005.
En 2022, la commune comptait 159 habitants, en évolution de +3,25 % par rapport à 2016 (Aisne : −1,97 %, France hors Mayotte : +2,11 %).
| 1793 | 1800 | 1806 | 1821 | 1831 | 1836 | 1841 | 1846 | 1851 |
| ---- | ---- | ---- | ---- | ---- | ---- | ---- | ---- | ---- |
| 187  | 190  | 195  | 197  | 190  | 201  | 204  | 198  | 189  |

| 1856 | 1861 | 1866 | 1872 | 1876 | 1881 | 1886 | 1891 | 1896 |
| ---- | ---- | ---- | ---- | ---- | ---- | ---- | ---- | ---- |
| 197  | 200  | 208  | 194  | 179  | 173  | 184  | 188  | 173  |

| 1901 | 1906 | 1911 | 1921 | 1926 | 1931 | 1936 | 1946 | 1954 |
| ---- | ---- | ---- | ---- | ---- | ---- | ---- | ---- | ---- |
| 148  | 158  | 167  | 156  | 159  | 131  | 124  | 127  | 136  |

| 1962 | 1968 | 1975 | 1982 | 1990 | 1999 | 2005 | 2006 | 2010 |
| ---- | ---- | ---- | ---- | ---- | ---- | ---- | ---- | ---- |
| 137  | 124  | 100  | 98   | 123  | 144  | 163  | 170  | 186  |

| 2015 | 2020 | 2022 | - | - | - | - | - | - |
| ---- | ---- | ---- | - | - | - | - | - | - |
| 159  | 154  | 159  | - | - | - | - | - | - |

### Pyramide des âges
En 2021, le taux de personnes d'un âge inférieur à 30 ans s'élève à 36,3 %, soit au-dessus de la moyenne départementale (34,5 %). À l'inverse, le taux de personnes d'âge supérieur à 60 ans est de 16,2 % la même année, alors qu'il est de 27,8 % au niveau départemental.
En 2021, la commune comptait 89 hommes pour 67 femmes, soit un taux de 57,05 % d'hommes, largement supérieur au taux départemental (48,83 %).
Les pyramides des âges de la commune et du département s'établissent comme suit :
| Hommes | Classe d’âge | Femmes |
| ------ | ------------ | ------ |
| 0,0    | 90 ou +      | 0,0    |
| 2,3    | 75-89 ans    | 4,5    |
| 13,6   | 60-74 ans    | 12,1   |
| 23,9   | 45-59 ans    | 28,8   |
| 21,6   | 30-44 ans    | 21,2   |
| 11,4   | 15-29 ans    | 7,6    |
| 27,3   | 0-14 ans     | 25,8   |

| Hommes | Classe d’âge | Femmes |
| ------ | ------------ | ------ |
| 0,7    | 90 ou +      | 1,9    |
| 6,7    | 75-89 ans    | 9,5    |
| 18,1   | 60-74 ans    | 18,8   |
| 20,2   | 45-59 ans    | 19,6   |
| 18,1   | 30-44 ans    | 17,5   |
| 17,1   | 15-29 ans    | 15,2   |
| 19,2   | 0-14 ans     | 17,6   |

## Logement
En 2007, Coupru compte 64 habitations (56 en 1999), 58 résidences principales (91 %), cinq résidences secondaires (8 %) et une habitation inoccupée (2 %). Il y a 62 maisons individuelles (97 %) et un appartement (2 %). Sur les 58 résidences principales, 47 (81 %) sont occupées par leur propriétaires, huit (14 %) sont louées à des locataires et trois (5 %) sont mises à disposition à titre gratuit.
| Nombre de pièces | Nombre d'habitations | Proportion (%) |
| Deux             | 3                    | 5              |
| Trois            | 8                    | 14             |
| Quatre           | 15                   | 26             |
| Cinq ou plus     | 32                   | 55             |

Au regard de la loi Scellier, Coupru est classée en zone B2.

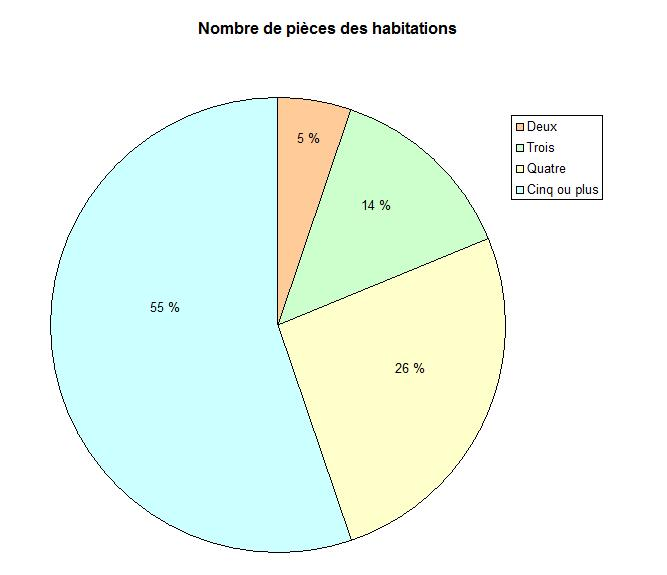
Composition des habitations, en 2007.
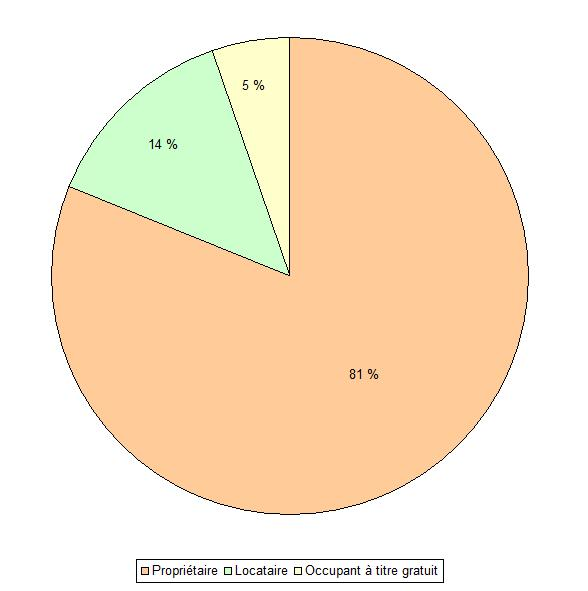
Mode d'occupation des habitations principales, en 2007.

## Transports
En 2007, à Coupru, 50 habitations (78 % du total) disposent d'au moins une place de stationnement. 19 foyers (33 %) disposent d'une automobile, 34 foyers (59 %) en possèdent deux ou plus.
La municipalité est traversée par la route départementales 11, qui la relie à Lucy-le-Bocage, au nord, et à Domptin, au sud, par la route départementale 82 et par la route départementale 1003, allant de La Ferté-sous-Jouarre à Château-Thierry.
Les gares ferroviaires les plus proches sont celles de Nanteuil-Saâcy et de Nogent-l'Artaud, toutes deux à 7,8 kilomètres. L'aéroport le plus proche est celui de Paris-Charles-de-Gaulle, à 52,8 kilomètres.

## Économie

### Emploi

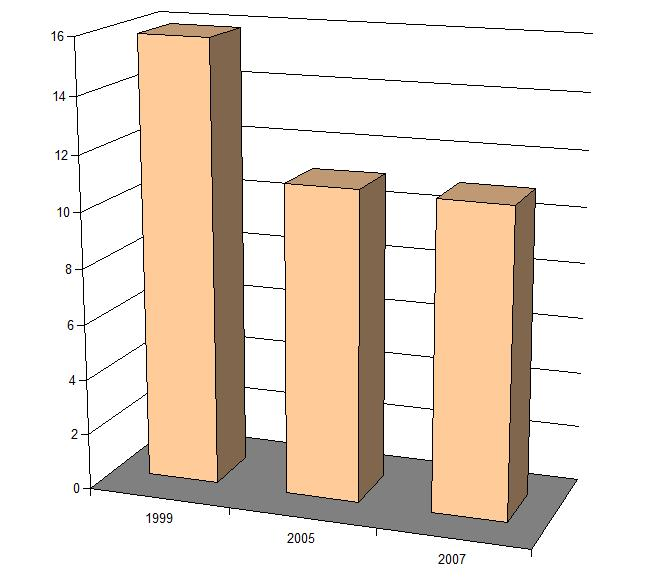
Taux de chômage.

Coupru fait partie de la zone d'emploi Château-Thierry. En 2007, la population en âge de travailler comporte 110 personnes (65,1 % de la population totale), dont 84 actives (76 %) et 26 inactives (24 %). 75 des 84 personnes actives ont un emploi (89 %) et 9 sont au chômage (11 %).
|        | Nombre de personnes ayant un emploi | Taux d'emploi (%) | Nombre de chômeurs | Taux de chômage (%) |
| Hommes | 44                                  | 94                | 3                  | 6                   |
| Femmes | 31                                  | 84                | 6                  | 16                  |
| Total  | 75                                  | 89                | 9                  | 11                  |

| Année | Taux de chômage (%) |
| 1999  | 15,9                |
| 2005  | 11,1                |
| 2007  | 11                  |

Parmi les 26 inactifs, il y a six retraités, douze personnes d'âge scolaire et huit classées comme « autres inactifs ». 

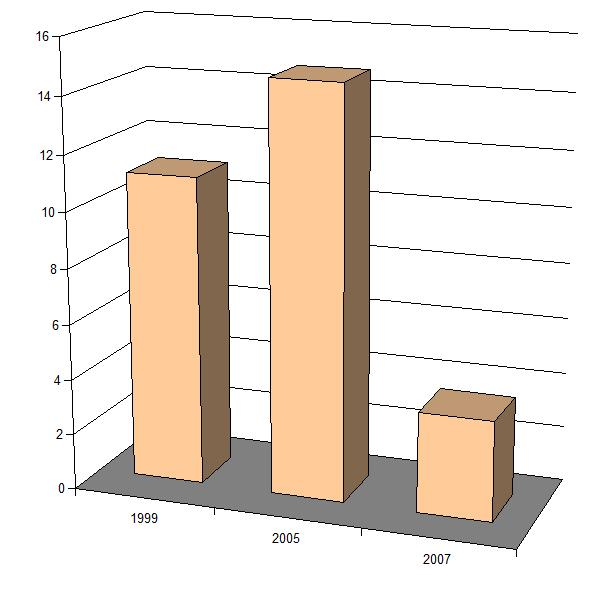
Proportion de retraités dans la population.

| Année | Proportion dans la population (%) |
| 1999  | 11,1                              |
| 2005  | 14,7                              |
| 2007  | 3,6                               |

### Revenus
En 2009, Coupru comporte 60 foyers fiscaux, regroupant 182 personnes. Le revenu fiscal annuel médian, par personne, est 16 679,50 €.

### Activités
En 2009, le seul établissement commercial de Coupru est une entreprise de vente et de réparation d'automobiles.

#### Agriculture
La principale activité économique du village est l'agriculture. En 2000, il y a six exploitations agricoles. La commune fait partie de l'indication géographique protégée (IGP) Volailles de Champagne. La surface agricole utile (SAU) est 5,79 km2, soit 74 % de la superficie de la commune. 61 % de la SAU sont drainés par le Ravin des Morts. Une exploitation possède 114 bovins, représentant 44 unités de gros bétail azote (UGBN).

## Sites et monuments
La commune de Coupru possède des demeures des XVIIIe et XIXe siècles. Elle est à environ 15 kilomètres du parc naturel régional du Gâtinais français.
- Église Saint-Quentin, XVe siècle[35].
- Cimetière : le caveau de la famille Vignon présente sept monuments carrés.
- Ferme de Paris. Louis XVI s'arrête dans ce qui était alors un relais de poste, lors de son retour de Varennes[15].

## Enseignement
Coupru dépend de l'académie d'Amiens. Le village ne possède pas d'établissement scolaire. Le plus proche est l'école primaire et maternelle de Domptin.

## Tourisme
Coupru possède un gîte à la ferme.

## Société

### Vie associative
Coupru possède deux associations, un comité des fêtes et l'association « La Ferme », consacrée au développement rural et à la valorisation du patrimoine culturel, naturel et gastronomique.

### Religion
Coupru fait partie du diocèse catholique de Soissons.

## Environnement
La commune de Coupru possède un assainissement non collectif. Le Ravin des Morts est en mauvais état physico-chimique, avec une concentration importante en ions nitrate NO3−. Il subit les rejets d'eaux usées de Coupru.

## Pour approfondir